# Warwick Thornton

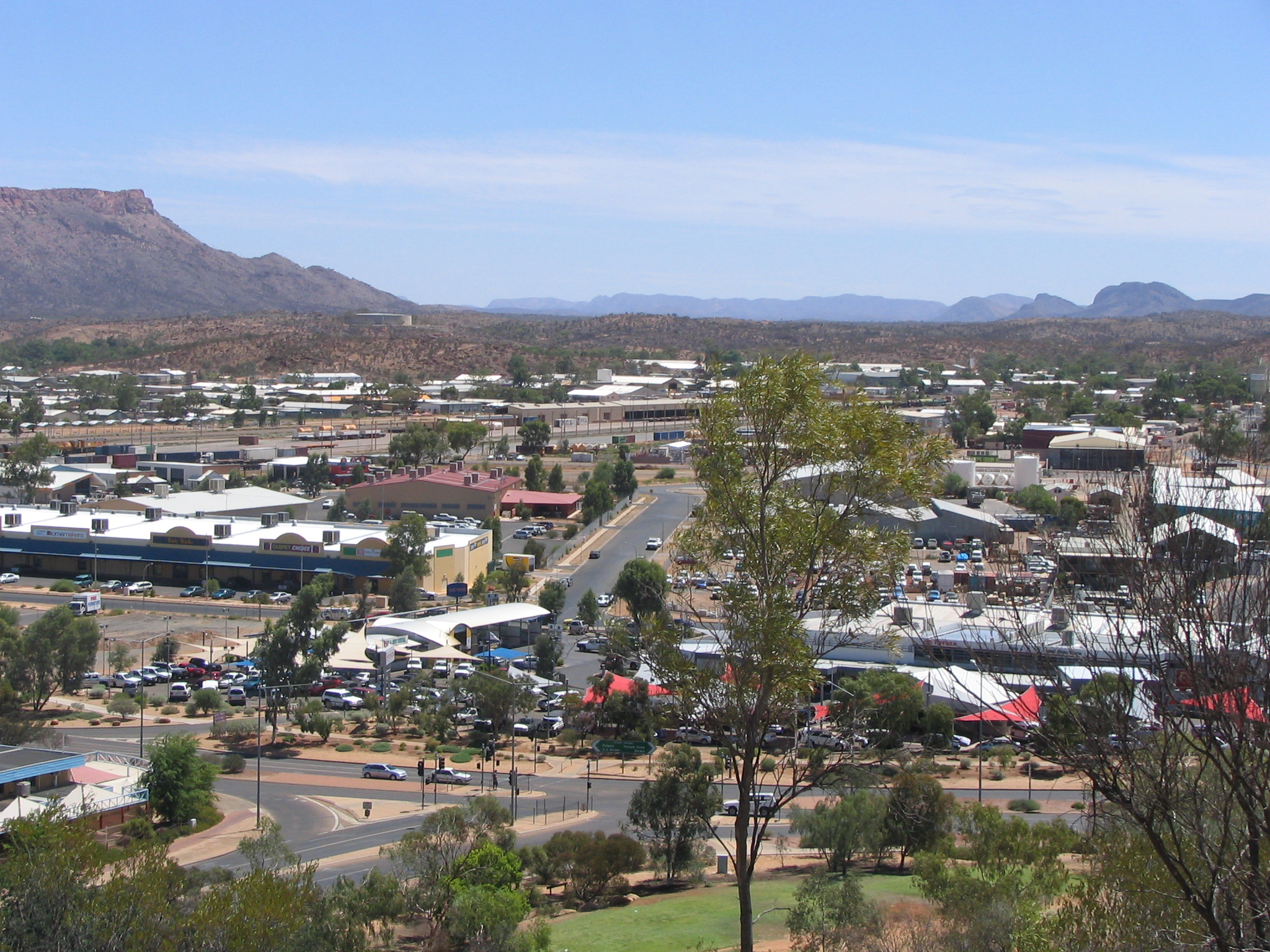
Imagen de Alice Springs, localidad natal de Warwick Thornton.

Warwick Thornton (Alice Springs, Australia, 23 de julio de 1970) es un director de cine y fotografía australiano. Su primera película fue Sansón y Dalila, con la que ganó la Caméra d'or en el Festival de Cine de Cannes de 2009 y el premio a la Mejor Película en el premios Asia Pacific Screen. También ganó el premio Asia Pacific Screen a la Mejor Película en 2017 con su película Sweet Country.

## Biografía
Thornton nació y se crio en Alice Springs. Su madre Freda Glynn cofundó y fue la primera directora de la Central Australian Aboriginal Media Association (CAAMA) y fue directora de Imparja Television durante 10 años. A los 13 años, Thornton fue enviado a un centro escolar cristiano en Nueva Norcia, aunque no se considera a sí mismo como un ser religioso.
Una de sus hermanas, Erica Glynn, es también guionista y directora de cine. Tiene otros dos hermanos: Scott Thornton, actor en Sansón y Dalila, y Rob Thornton, oficial de enlace del Hospital Cairns Base, Queensland.

## Carrera
Se graduó en Cinematografía por la Escuela Australiana de Cine Televisión y Radio y comenzó su carrera haciendo cortometrajes como Recuperación de la inversión, presentado en el Festival de Cine de Telluride y Verdes arbustos y Nana, que llevó al Festival Internacional de Cine de Berlín. En una entrevista de 2007, comenta su decisión de convertirse en cineasta:
Where I grew up in Alice I was a DJ for a radio station (CAAMA). The station began a film unit and so I watched people pack cameras and equipment into cars and take off to make films. I was alone at the radio station and I thought that I really wanted to go with them. That’s how it started, I made a film called Green Bush which is basically about that time. Eventually I went to AFTRS in Sydney and got really involved as a Director of Photography. I’ve been in the business for 9 years now.
En 2009 Thornton escribió y dirigió su primer largometraje, Sansón y Dalila, que ganó premios, incluyendo la Caméra d'or al mejor primer largometraje en el Festival de Cine de Cannes de 2009. Al año siguiente filmó la serie de documentales de Arte + Alma acerca de los aborígenes y los isleños del Estrecho de Torres, escritos y narrados por Hetti Perkins. La instalación de Madre Coraje (inspirado en un personaje de Bertolt Brecht) fue seleccionada por la Documenta y ACMI, y se exhibió por primera vez en 2012.

## Premios y nominaciones
Festival Internacional de Cine de Cannes
| Año  | Categoría     | Película        | Resultado |
| ---- | ------------- | --------------- | --------- |
| 2009 | Cámara de Oro | Sansón y Dalila | Ganador   |

Festival Internacional de Cine de Venecia
| Año  | Categoría                  | Trabajo nominado | Resultado |
| ---- | -------------------------- | ---------------- | --------- |
| 2017 | Premio Especial del Jurado | Sweet Country    | Ganador   |

- 2007: Melbourne Festival Internacional De Cine. El Aeropuerto de Melbourne Premio al Talento Emergente para Nana[7]
- 2007: en el Interior de Premios del Cine (o SI los Premios). Mejor cortometraje de Nana
- 2008: Festival De Cine De Berlín. Mejor cortometraje de Nana
- 2009: los Escritores Australianos' Guild Award: largometraje Guion (Original) de Sansón y Dalila[10]
- 2009: Mortal Premios: Logro Destacado en la Película de Sansón y Dalila[11]
- 2009: SI Awards: Mejor Director, Mejor Guion y Mejor Música para Sansón y Dalila, y Mejor cortometraje del Director de Nana
- 2009: Asia Pacific Screen Awards: Mejor Película de Sansón y Dalila[1]
- 2009: AFI Awards: Mejor Director y Mejor Guion Original para Sansón y Dalila
- 2009: El Dinosaurio de Diseño SI el Premio para la Mejor Música de Sansón y Dalila
- 2009: El Cine Nacional y del Archivo del Sonido SI el Premio a la Mejor Dirección de Sansón y Dalila
- 2009: el Norte de Territorian del Año.[12]
- 2017: Asia Pacific Screen Awards: Mejor Película de Dulce País.
- 2017: Plataforma de Premio para el Dulce País en el 2017 Festival Internacional de Cine de Toronto

## Filmografía

### Como director
- From Sand to Celluloid – Payback (1996 Blackfella Films, cortometraje, coguionista)
- Willigan’s Fitzroy (2000, documental, coguionista)
- Mimi (2002 Blackfella Films, cortometraje, codirector, protagonizado por Aaron Pedersen y Sophie Lee)
- Green Bush (2005, cortometraje, coguionista, protagonizado por David Page)
- The Old Man and the Inland Sea (2005, documental, coguionista)
- Burning Daylight (2007, documental)
- Dark Science (2007, documental, codirector)
- Nana (2007, cortometraje)
- Samson and Delilah (2009)
- Art + Soul (2010, documental)
- The Darkside (2013)
- Words With Gods (2014)
- We Don't Need a Map (2017, documental)
- Sweet Country (2017)

### Como director de fotografía
- Marn Grook: An Aboriginal Perspective on Australian Rules Football (1997, documental)
- Radiance (1998, feature film, directed by Rachel Perkins)
- Buried Country (2000, documentary, directed by Andy Nehl, based on the book by Clinton Walker)
- Ngangkari Way (2001, documentary, directed by Erica Glynn)
- Flat (2001, short film, directed by Beck Cole)
- Mimi (2001, short film, directed by Warwick Thornton)
- Kurtal: Snake Spirit (2002, documentary, co-cinematographer)
- Queen of Hearts (2003, directed by Danielle MacLean)
- Wirriya: Small Boy (2004, documentary, co-cinematographer, directed by Beck Cole)
- Five Seasons (2005, documentary, directed by Steven McGregor)
- The Lore of Love (2005, documentary, directed by Beck Cole)
- My Brother Vinnie (2006, documentary, directed by Steven McGregor)
- Plains Empty  (2006, short film, directed by Beck Cole)
- Green Bush (2006, short film, directed by Warwick Thornton)
- First Australians (2006, television series, directed by Beck Cole & Rachel Perkins)
- Samson & Delilah ( 2009, Feature Film, directed by Warwick Thornton)
- Here I Am ( 2011, Feature Film, directed by Beck Cole)
- The Sapphires (2012, Feature Film, directed by Wayne Blair)
- Sweet Country (2017, directed by Warwick Thornton)